# Starîi Mohnaci, Ciornobai
Starîi Mohnaci (în ucraineană Старий Мохнач) este un sat în comuna Mohnaci din raionul Ciornobai, regiunea Cerkasî, Ucraina.

## Demografie
Componența lingvistică a localității Starîi Mohnaci
     Ucraineană (96,46%)
     Rusă (3,54%)
Conform recensământului din 2001, majoritatea populației localității Starîi Mohnaci era vorbitoare de ucraineană (96,46%), existând în minoritate și vorbitori de rusă (3,54%).